# Mellicta tinica
Mellicta tinica är en fjärilsart som beskrevs av Hans Fruhstorfer 1910. Mellicta tinica ingår i släktet Mellicta och familjen praktfjärilar. Inga underarter finns listade i Catalogue of Life.